# العلاقات المدغشقرية الموزمبيقية
العلاقات المدغشقرية الموزمبيقية هي العلاقات الثنائية التي تجمع بين مدغشقر وموزمبيق.

## مقارنة بين البلدين
هذه مقارنة عامة ومرجعية للدولتين:
| وجه المقارنة                                              | مدغشقر                      | موزمبيق          |
| --------------------------------------------------------- | --------------------------- | ---------------- |
| المساحة (كم2)                                             | 587.04 ألف                  | 801.59 ألف       |
| عدد السكان (نسمة)                                         | 25.57 مليون                 | 29.67 مليون      |
| الكثافة السكانية (ن./كم²)                                 | 43.56                       | 37.01            |
| العاصمة                                                   | أنتاناناريفو                | مابوتو           |
| اللغة الرسمية                                             | اللغة الملغاشية، لغة فرنسية | اللغة البرتغالية |
| العملة                                                    | أرياري مدغشقري              | متكال موزمبيقي   |
| الناتج المحلي الإجمالي (بليون دولار)                      | 11.50 مليار                 | 12.33 مليار      |
| الناتج المحلي الإجمالي (تعادل القوة الشرائية) بليون دولار | 35.51 مليار                 | 33.35 مليار      |
| الناتج المحلي الإجمالي الاسمي للفرد دولار أمريكي          | 401                         | 529              |
| الناتج المحلي الإجمالي للفرد دولار أمريكي                 | 1.44 ألف                    | 1.13 ألف         |
| مؤشر التنمية البشرية                                      | 0.510                       | 0.416            |
| رمز المكالمات الدولي                                      | +261                        | +258             |
| رمز الإنترنت                                              | .mg                         | .mz              |
| المنطقة الزمنية                                           | ت ع م+03:00                 | ت ع م+02:00      |

## منظمات دولية مشتركة
يشترك البلدان في عضوية مجموعة من المنظمات الدولية، منها:
| علم المنظمة | اسم المنظمة                                 | تاريخ انضمام مدغشقر | تاريخ انضمام موزمبيق |
| ----------- | ------------------------------------------- | ------------------- | -------------------- |
|             | منظمة التجارة العالمية                      | ?                   | ?                    |
|             | الاتحاد الأفريقي                            | ?                   | ?                    |
|             | الأمم المتحدة                               | 20 سبتمبر 1960      | 16 سبتمبر 1975       |
|             | مجموعة دول أفريقيا والكاريبي والمحيط الهادئ | ?                   | ?                    |
|             | الاتحاد الدولي للاتصالات                    | 11 مايو 1961        | 4 نوفمبر 1975        |
|             | يونسكو                                      | 10 نوفمبر 1960      | 11 أكتوبر 1976       |
|             | الاتحاد البريدي العالمي                     | ?                   | ?                    |
|             | مجموعة التنمية لأفريقيا الجنوبية            | ?                   | ?                    |
|             | مؤسسة التنمية الدولية                       | 25 سبتمبر 1963      | 24 سبتمبر 1984       |
|             | منظمة حظر الأسلحة الكيميائية                | ?                   | ?                    |
|             | وكالة ضمان الاستثمار متعدد الأطراف          | 8 يونيو 1988        | 23 نوفمبر 1994       |
|             | منظمة الشرطة الجنائية الدولية               | ?                   | ?                    |
|             | مؤسسة التمويل الدولية                       | 27 سبتمبر 1963      | 24 سبتمبر 1984       |
|             | البنك الدولي للإنشاء والتعمير               | 25 سبتمبر 1963      | 24 سبتمبر 1984       |
|             | البنك الإفريقي للتنمية                      | ?                   | ?                    |
|             | المركز الدولي لتسوية المنازعات الاستشارية   | 14 أكتوبر 1966      | 7 يوليو 1995         |

## وصلات خارجية
- موقع وزارة الخارجية الموزمبيقية